# Bölöny József (politikus)
Nagybölönyi Bölöny József, Bölönyi (Nagyvárad, 1850. január 2. – Szilaspuszta, 1930. szeptember 27.) országgyűlési képviselő, a kolozsvári Nemzeti Színház intendánsa.

## Életútja
Bölöny Sándor és báró Jozsinczy Karolina fia. Középiskoláit és a jogot szülővárosában hallgatta. 1871-ben megyei aljegyző, 1872-ben fogalmazó lett a közlekedési minisztériumban. 1881-ben Nagyváradon Tisza István ellen őt léptette fel a 48-as párt; a miniszterelnök 200 szavazat többséggel választatott meg ellene. Ugyancsak 1881-ben a Szilágy megyei diósadi kerület nagy többséggel választotta meg, majd 1884-ben újra egyhangúlag. A függetlenségi párt tagja volt.  1887-ben kinevezték a kolozsvári Nemzeti Színház intendánsává. 1892-ben lemondott állásáról, majd ismét 1897. július havában a színház élére került, 1902-ig. A Függetlenségi és ’48-as Párt (Diósad, 1882–1887), a Szabadelvű Párt (Ugra, 1905–1906), ill. a Nemzeti Munkapárt országgyűlési képviselője (Ugra, 1910–1918) képviselője volt. 
Biharugra utolsó földesura volt, s a 20. század elejének egyik fontos helyi mecénásaként tevékenykedett. Kúriáját, mely a falu központjában állt, közművelődési célokra ajánlotta fel, benne református elemi iskola jött létre. Halála utáni örököseként megjelölte a geszti Tisza családot, azzal a kitétellel, hogy valamelyik férfi tagja vegye fel a Bölöny nevet. Ezzel a lehetőséggel azonban a Tisza család nem élt, így Bölöny vagyona a Kolozsvári Nemzeti Színházra szállt.
Szilaspusztai kastélyában érte a halál, a családi sírkamrában helyezték örök nyugalomra. A második világháborút követően a helyiek építőanyagként használták a széthordott kastélyát. Sírkamrája beomlott, így családtagjaival együtt a helyi  Bölöny utcai temetőben helyezték el 1960-ban.
Felesége Nedeczky Ferike, Deák Ferenc unokahúga. Testvére: Bölöny Sándor (1854–1896) nagybirtokos, országgyűlési képviselő.
Versei és műfordításai elsősorban a kolozsvári Ellenzékben (1891–1903), a Fővárosi Lapokban (1896–1900), a Magyar Géniuszban (1896-tól), az Ország-Világban (1896-tól), a Nagyváradi Naplóban (1899–1901), a Budapesti Naplóban (1900–1903), a Hazánkban (1902-től), Az Újságban (1905-től) és az Erdélyi Lapokban jelentek meg (1910–1911).

## Főbb művei
- Vadvirágok. Költemények. (Bp., 1897)